# 15 juin 1999
Le mardi 15 juin 1999 est le 166e jour de l'année 1999.

## Décès
- Éliane Jeannin-Garreau (née le 18 mars 1911), résistante française pendant la Seconde Guerre mondiale
- Ernst van Altena (né le 11 décembre 1933), poète, écrivain et traducteur néerlandais
- Fausto Papetti (né le 28 janvier 1923), joueur italien de saxophone alto
- Fernand Dupuy (né le 2 mars 1917), personnalité politique française
- Louise Fouquet (née le 1er novembre 1918), actrice française
- Omer Côté (né le 13 janvier 1906), personnalité politique canadienne
- Sigrid Hunke (née le 26 avril 1913), historienne des religions et écrivain allemande
- Tom Stonier (né le 29 avril 1927), biologiste et philosophe allemand

## Événements
- Sortie de la chanson Blame Canada
- Sortie de l'album Liquid Tension Experiment 2
- Sortie de l'album Supernatural
- Fondation du Taipei Times